# Chaetoderma productum
Chaetoderma productum is een schildvoetigensoort uit de familie van de Chaetodermatidae. De wetenschappelijke naam van de soort is voor het eerst geldig gepubliceerd in 1892 door Wirén.